# تالای‌منار
تالای‌منار (به لاتین: Talaimannar) یک منطقهٔ مسکونی در سری‌لانکا است که در ناحیه منار واقع شده‌است.